# Andreïevka (raïon de Khassan)
Andreïevka (en russe : Андре́евка) est une localité de l'Extrême-Orient de la Russie, située dans le raïon de Khassan dans le kraï du Primorié. Située sur le littoral de la mer du Japon, le village est baigné par la baie de la Trinité, une des baies de celle de Possiet. Il fait partie de l'établissement urbain de Zaroubino, qui a comme chef-lieu la localité de Zaroubino. Sa population s'élevait à 530 habitants lors du recensement de 2010. Le village, très touristique, est appelé localement la « Riviera du Primorié ».

## Géographie

### Situation administrative
Le village d'Andreïevka se trouve dans le kraï du Primorié, kraï du sud-est de l'Extrême-Orient en Russie. Faisant partie du district fédéral extrême-oriental, il se trouve à 80 km au sud-ouest de Vladivostok, la capitale du district et du kraï, et à 6 413 km à l'est de Moscou.
Andreïevka est l'une des trente-sept localités du raïon de Khassan, avec comme chef-lieu la commune urbaine de Slavianka. Andreïevka est rattachée à l'établissement urbain de Zaroubino, une municipalité qui comporte en tout 5 villages. Les villages limitrophes sont Olenevod au nord-est, et Rissovaïa Pad au sud.
| Baie Troïtsy |               | Olenevod |
| Baie Troïtsy | Andreïevka    |          |
| Baie Troïtsy | Rissovaïa Pad |          |

### Situation géographique, environnement et climat
Concernant la géographie, Andreïevka se trouve au Primorié, une région géographique allant de la rive sud de l'Amour jusqu'au golfe de Pierre-le-Grand, région faisant partie de la Mandchourie-Extérieure. Le village se trouve dans le raïon de Khassan, la partie la plus méridionale et la moins large, coincée à l'ouest par les montagnes mandchoues-coréennes et à l'est par le golfe de Pierre-le-Grand.
Andreïevka est baignée par la baie Troïtsy (ou de Troïtsa, de la Trinité), une étendue de la baie de Possiet, cette dernière faisant partie du golfe de Pierre-le-Grand. Plus précisément, le village se trouve sur le rivage orientale de cette baie Troïtsy, avec de l'autre côté du rivage le village de Zaroubino. Directement à l'est du village se situe des monts qui font partie de la péninsule de Gamov (ru), qui délimite l'est de la baie de Possiet.
La végétation est typique du Primorié méridional, avec de nombreux animaux qui y nichent, et les forêts sont celles de Mandchourie. Dans les alentours du village se trouve la réserve naturelle marine de l'Extrême-Orient.
Le village d'Andreevka est entouré de paysages naturels uniques et d'une végétation typique de différentes zones climatiques. De nombreuses espèces de plantes reliques et rares poussent ici, de nombreuses espèces d'animaux et d'oiseaux du "Livre rouge" vivent ici.
Pour le climat, c'est un climat tempéré de mousson, avec des hivers assez rigoureux et des printemps frais et prolongés. Alors que le début de l'été a encore des températures entre 10 et 15 °C elles montent vite jusqu'à la fin juillet début août. En août, la température moyenne est de 23–27 °C. Pour l'eau, elle est en juillet à 18–20 °C, et de 20–22 °C en août, même si elle peut atteindre parfois les 28–30 °C. L'été dure jusqu'à septembre voire octobre.

## Histoire
Le village fut officiellement fondé en 1924. Mais son histoire a commencé en 1919, lorsque le fils de Michał Jankowski (ru) a amené des cerfs sur la péninsule de Gamov, en créant un élevage. En même temps, des russes s'établirent afin de pêcher, et quelques années après, une usine de transformation de crabe vit le jour, exportant ses produits vers la Corée. À la fin des années 1940, des visons d'Amérique furent amenés pour les ajouter aux cerfs.
Jusqu'à la dislocation de l'URSS, le village possédait une ferme d'État parmi les plus riches de la région.
En 2006, le village fut intégré à la commune urbaine de Zaroubino.
L'essor du tourisme a commencé au début des années 1990 à Andreïevka, alors que le village subissait les conséquences de l'effondrement de l'URSS, avec la fin de la ferme d'État. Certains résidents vivaient alors de la chasse, d'autre du braconnage du trepang, d'autres ont émigré vers la Chine, mais certains ont investis sur le tourisme.
Au milieu des années 1990, les premiers centres de loisirs, de simples cabanons, sont apparus, qui étaient loués au touristes des villes et de Chine. Le braconnage a diminué car un nouveau secteur embauchait, et peu après les premiers hôtels, chalets, campings sont apparus. D'autres services ont été inaugurés, depuis les locations de véhicules, des programmes d'excursions, des taxis, magasins, boutiques, discothèques et autres. Le village vit aujourd'hui pleinement du tourisme.

## Démographie
Recensements (*) et estimations de la population,:
En 2002, sur les 763 habitants, il y avait 92 % de Russes, soit 625 habitants.
| 2002* | 2010* | - | - |
| ----- | ----- | - | - |
| 590   | 530   | - | - |

## Économie et transports
Le tourisme est de loin l'activité principale du village, grâce aux plages du village. De nombreuses infrastructures d'hébergements existent, comme des campings, gîtes et aussi des hôtels. La restauration est importante, tout comme d'autres services et lieux pour les touristes (discothèques par exemple). Il y a aussi des locations de VTT, des excursions en mer, et une école de plongée. La pêche amateur est aussi attractive.
Le village se trouve à la fin d'une petite route régionale, la 05K-374, longue de 4 kilomètres, qui se connecte à la 05K-373, qui cette dernière se connecte à la route régionale 05A-214. La 05A-214relie vers Khassan au sud, et jusqu'à Razdolnoïe et l'A370 au nord. La gare la plus proche est celle de Soukhanovka à 10 km au nord du village, sur la ligne Khassan - Oussouriïsk. Une ligne de bus relient le village à Slavianka et une autre s'arrête au village sur la ligne Vladivostok - Zaroubino,.

## Galerie

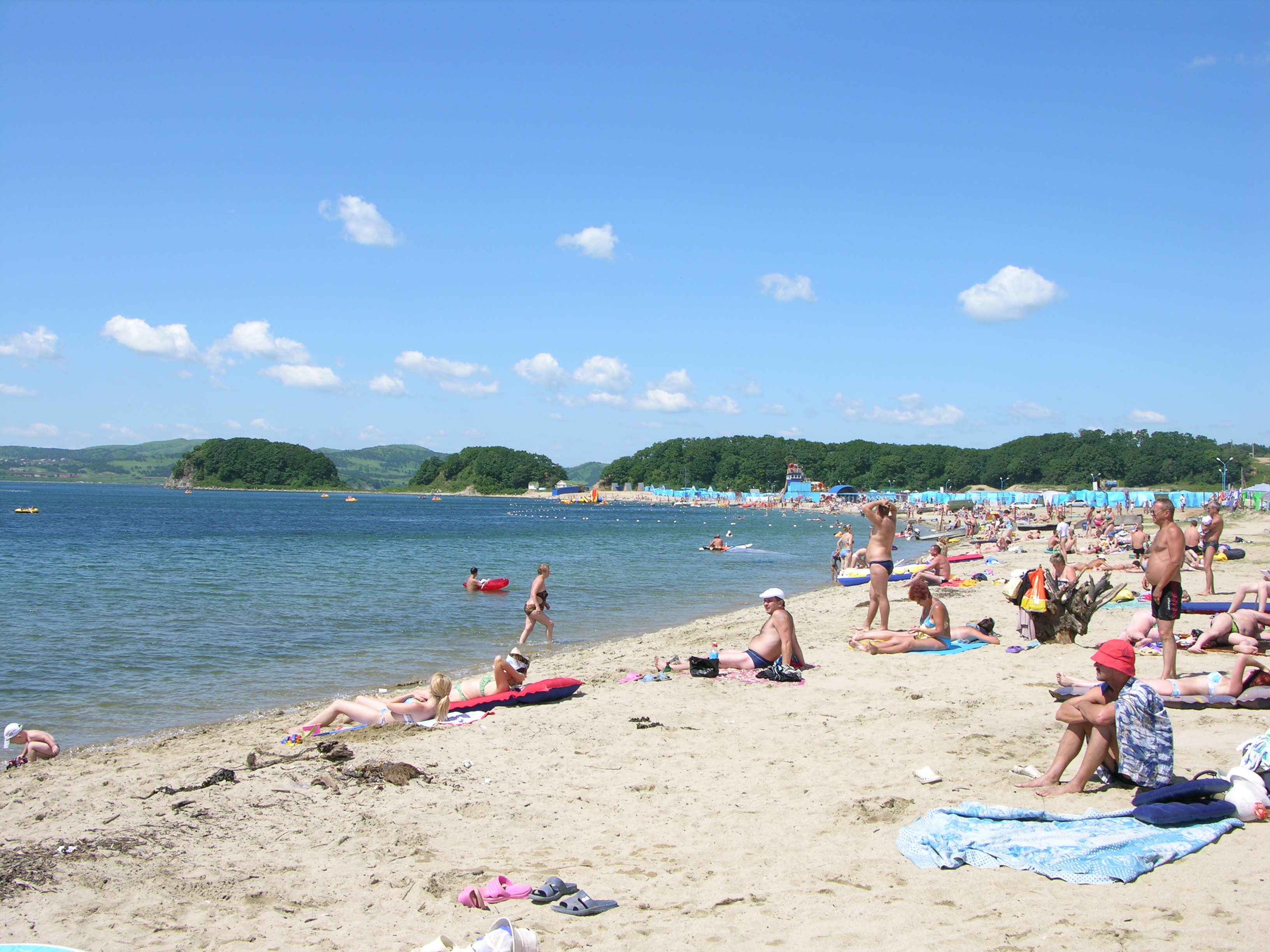
Plage en août 2005.
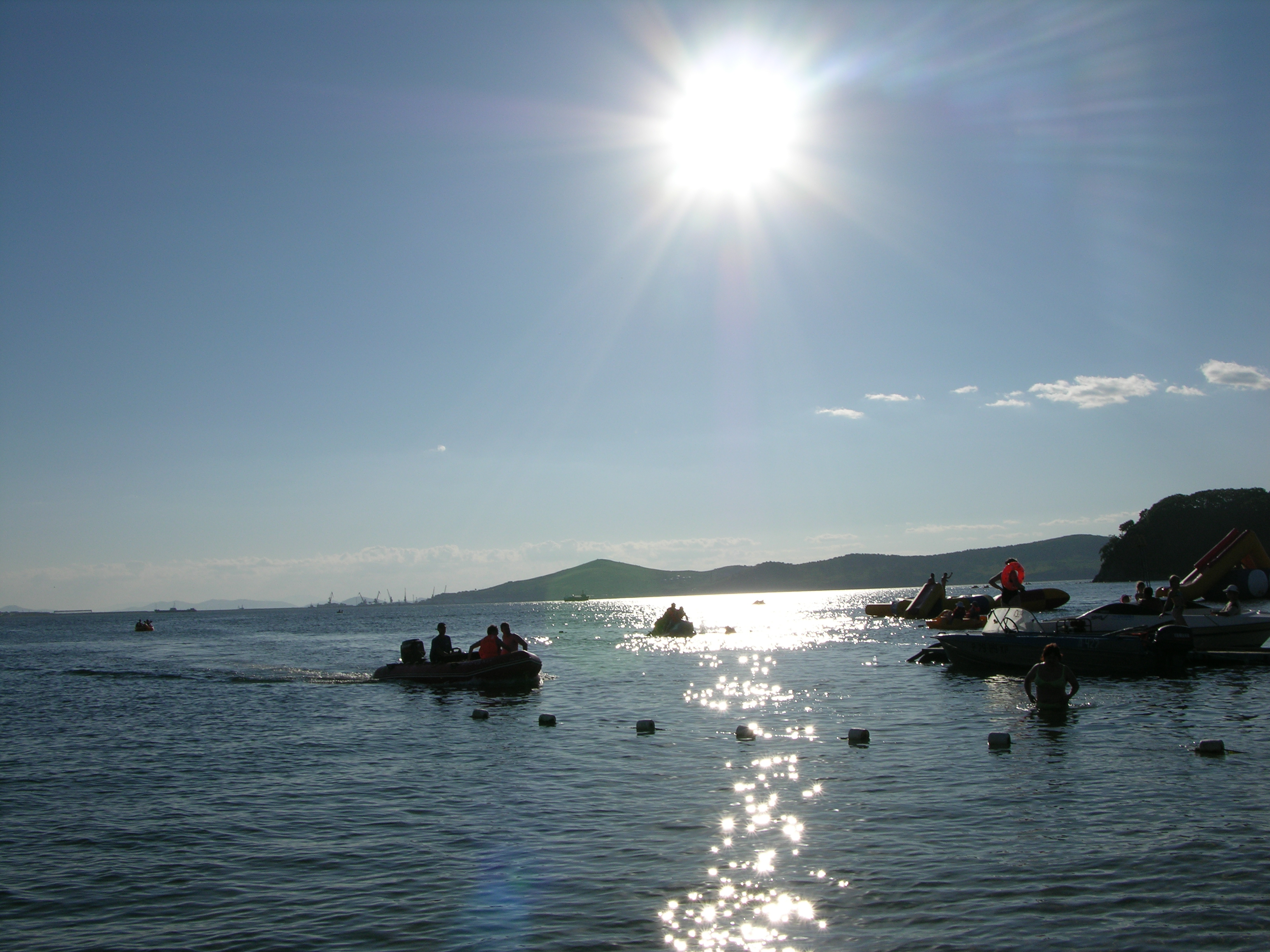
Bateaux
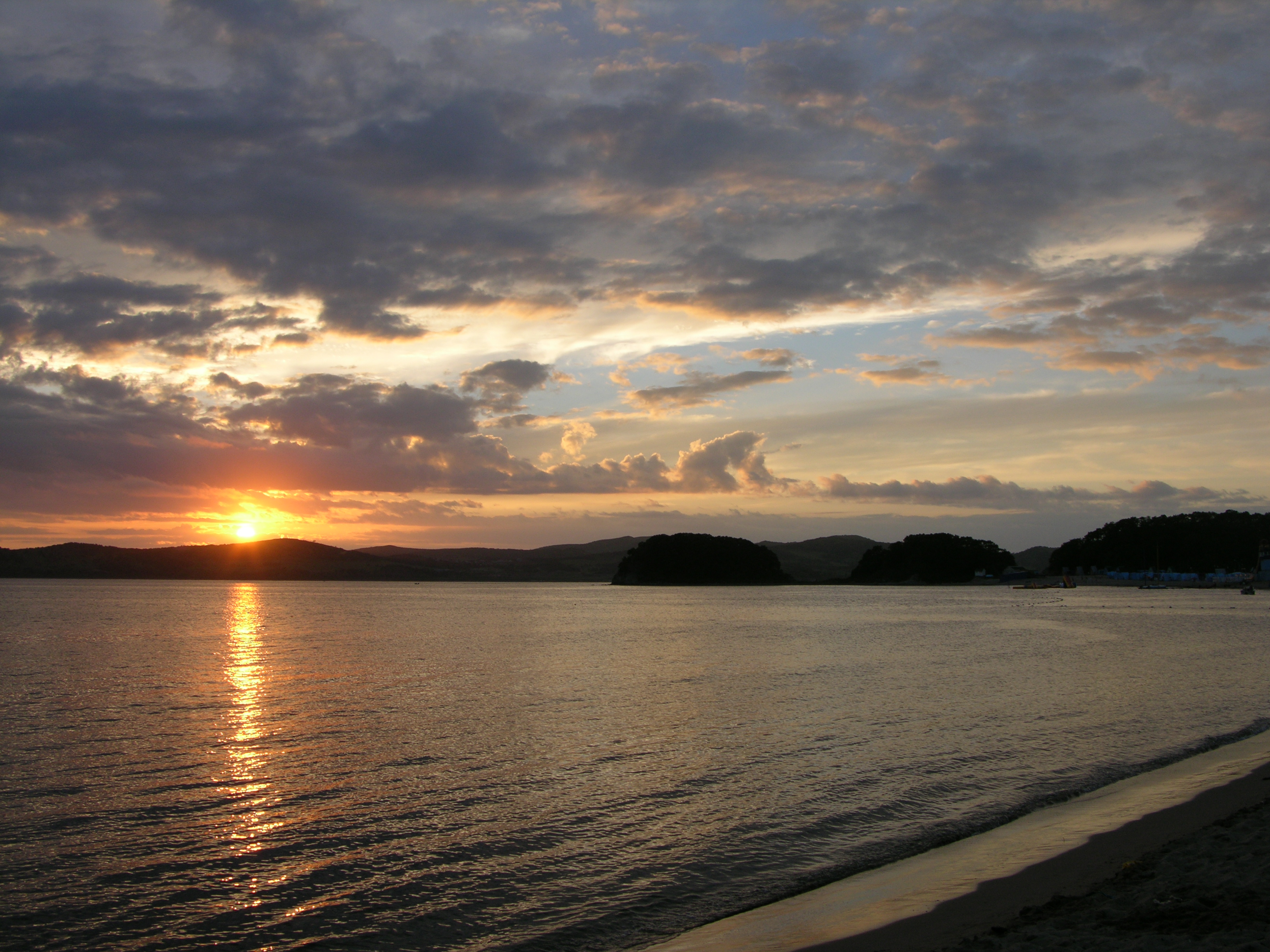
Coucher de soleil à Andreïevka.